# Objaw Allisa
Objaw Allisa – objaw zwichnięcia stawu biodrowego, złamania głowy lub szyjki kości udowej.  Po położeniu dziecka płasko na plecach i zgięciu stawów biodrowych i kolanowych (tak, by pięty dotykały pośladków), staw kolanowy po stronie zwichnięcia znajduje się poniżej stawu kolanowego zdrowej kończyny.